# Kawasaki ZX-9R
La ZX-9R est un modèle de motocyclette du constructeur japonais Kawasaki.
La ZX-9R apparaît en 1994. Son moteur est dérivé de la ZXR 750.
Elle est disponible en vert/violet et gris/rouge.
Cette version recevra quelques améliorations durant sa carrière avant d'être remplacée par un nouveau modèle en 1998.
Les principales modifications du modèle 1998 permettent un gain de poids de 34 kg. Si la cylindrée reste la même, les cotes moteur passent à 75 et 51 mm. La puissance augmente à 143 chevaux à 11 000 tr/min, pour un couple de 10,3 mkg à 9 200 tr/min. Le réservoir perd 1 litre de capacité.
La couleur gris/rouge disparaît au profit du vert/violet.